# Бейт-Нехемия
Бейт-Нехемия (ивр. בית נחמיה‎) — мошав, расположенный в центральной части Израиля, в четырёх километрах к востоку от аэропорта Бен-Гурион. Административно относится к региональному совету Хевель-Модиин.

## История
Мошав был основан в 1950 году репатриантами из Персии, и был назван Нехемия по имени спонсора, который пожертвовал деньги на создание мошава.

## Население
По данным Центрального статистического бюро Израиля, население на начало 2020 года составляло 879 человек.